# Hippichthys parvicarinatus
Hippichthys parvicarinatus és una espècie de peix de la família dels singnàtids i de l'ordre dels singnatiformes.

## Morfologia
- Els mascles poden assolir 8,2 cm de longitud total.[1][2]

## Reproducció
És ovovivípar i el mascle transporta els ous en una bossa ventral, la qual es troba a sota de la cua.

## Hàbitat
És un peix demersal i de clima tropical.

## Distribució geogràfica
És un endemisme d'Austràlia.